# バレカ・ムベテ
バレカ・ムベテ（Baleka Mbete-Kgositsile, 1949年9月24日 - ）は、南アフリカ共和国の政治家。下院議長を2期務めた。そのほか、カレマ・モトランテ政権で副大統領（2008年 - 2009年）も務めている。

## 生い立ち
1976年に国を離れ、スワジランドの首都ムババーネで教育を受けた。その後アフリカ民族会議（ANC）の職員としてダルエスサラーム、ナイロビ、ハボローネ、ハラレなどで勤務し、1990年6月に帰国した。

## 政界での経歴
帰国後はANC女性部の事務総長に選出され、1991年から1993年までその職を務めた。そして1994年にはANC所属の国会議員に選出され、その翌年にはANC国会議員団執行部議長、1996年から2004年にかけては下院副議長を務めた。また同国の真実和解委員会議員パネルや全アフリカ議会でも役職を務めた。2004年4月には下院議長に就任し、2008年までの5年間職務を遂行した。

### 副大統領
2008年9月20日、アフリカ民族会議（ANC）は当時大統領だったタボ・ムベキに対して正式に辞職勧告を出し、当時下院議長だったムベテは翌日にムベキの辞任を承認した。当時はムベテが同国初の女性大統領になるのではないかと推測する声もあったが、実際にはカレマ・モトランテが大統領に就任した。モトランテの大統領就任前に南アフリカ放送協会（SABC）が行った放送では、ムベキ政権下で同じく女性議員のプムズィレ・ムランボ＝ヌクカが務めていた副大統領の職をムベテが引き継ぐのではという声があり、モトランテは就任後実際に彼女を副大統領に任命した。しかし翌年行われた選挙後の5月10日にはジェイコブ・ズマが大統領に就任し、彼はモトランテを副大統領に任命したためムベキの副大統領在籍期間は1年に満たずに終わった。

### 下院議長（二期目）
2014年5月21日、ムベテは対立候補を破って二期目の下院議長に就任した。しかしANCと対立する民主同盟や経済的解放の闘士などは彼女がANC議長を兼任していることを問題視し、彼女に不信任議決権を行使する計画を同年9月10日に発表した。しかし9月16日に行われた採決では反対234票で否決され、これに反発した野党は一斉に議場を退室して抗議した。
ムベテがANCを贔屓しているという批判はその後も続き、大統領ジェイコブ・ズマの操り人形だという者もいた。2016年5月には同国の憲法裁判所もムベテが議長を務めている下院は憲法を無効化しているとする裁決を出している。
2015年4月時点でのムベテに対する報酬は271万6798ランドであり、これは同国の国会議員内で最も高額であった。
2019年5月20日、下院は次期議長にNCOP議長のチャンディ・モディセを選出し、翌日付でムベテから議長職が引き継がれた。

## その他の騒動
1997年4月には彼女が運転免許証を不適切に取得したことが明らかになったが、彼女はなんの処罰も受けなかった。その後の調査でムプマランガ州の運転免許試験センターで不正が蔓延していたことが明らかとなり、ムベテは「列に並ぶ時間がなかった」と釈明した。
2006年、47万1900ランド（600万円相当）をかけてリベリア行きのジェット機をチャーターし、エレン・ジョンソン・サーリーフの大統領就任祝いへ向かったことが問題視された。チャーター機に搭乗したのは自身とそのスタッフのみで、同じく就任祝いのためにリベリアを訪れていた当時の大統領タボ・ムベキと外務大臣ンコサザナ・ダラミニ＝ズマも別行動だった。なお、ムベキは自身のプライベート機、ダラミニ＝ズマは一般の航空便を利用していた。